# Мангфалль
Мангфалль (нем. Mangfall) — река в Германии, протекает по Верхней Баварии (земля Бавария). Речной индекс 182. Площадь бассейна реки составляет 1098,16 км². Длина реки — 58 км. Высота истока 726 м. Высота устья 444 м.
Мангфаль вытекает из озера Тегернзе в окрестностях Гмунд-ам-Тегернзе. Впадает в Инн в Розенхайме.